# Laura Haddock
Laura Jane Haddock (n. 21 august 1985, Greater London, Anglia, Regatul Unit) este o actriță din Anglia.

### Filme
| An   | Titlu                              | Rol            | Note                                                            |
| ---- | ---------------------------------- | -------------- | --------------------------------------------------------------- |
| 2011 | Captain America: The First Avenger | Fangirl        |                                                                 |
| 2011 | The Inbetweeners Movie             | Alison         | Nominată pentru premiul Empire pentru cea mai bună actriță nouă |
| 2012 | Storage 24                         | Nikki          |                                                                 |
| 2012 | House Cocktail                     | The Beautiful  | Scurtmetraj                                                     |
| 2014 | Guardians of the Galaxy            | Meredith Quill |                                                                 |
| 2014 | A Wonderful Christmas Time         | Cherie         |                                                                 |
| 2015 | Superbob                           | June           |                                                                 |
| 2017 | Guardians of the Galaxy Vol. 2     | Meredith Quill |                                                                 |
| 2017 | Transformers: The Last Knight      | Viviane Wembly |                                                                 |

## Legături externe
- Laura Haddock la Internet Movie Database